# Karnaprayag
Karnaprayag és un dels cinc llocs sagrats on l'Alaknanda rep un altre riu, en aquest cas el Pindar a Uttarakhand. El poble de Karnaprayag es troba a uns 700 metres i el 1901 tenia una població de 243 habitants. Al poble hi ha diversos temples.